# Prokisch János
Prokisch János, 1940-től Pétery János (Budapest, 1884. november 15. – Budapest, 1945. január 26.) okleveles magyar építészmérnök, délivasúti felügyelő.

## Élete
Prokisch János (1852. január 8. – ?) budapest-belvárosi kereskedő és Non (Nonn) Mária (1860. augusztus 26. – 1944. június 1.) fiaként született. Több köz- és magánépület tervezésében/kivitelezésében vett részt az 1890-es évektől.
1905-ben Kós Károllyal, Maclup Károllyal és Révész Tiborral Kalotaszegre utazott építészeti felmérő tanulmányútra.
Részt vett az 1910-es években Sváb Gyula-féle iskolaépítési programban, melynek keretében iskolaépületet (iskolaépületeket ?) tervezett, helyszínük azonosítása még további kutatást igényel. A MÁV Magasépítési osztályának is munkatársa volt. Az első világháborúban a császári és királyi 29. honvédgyalogezrednél szolgált tűzharcosként.
1924. június 24-én Budapesten feleségül vette Suchy Jankát. Prokisch családi nevét 1940-ben Péteryre változtatta.

## Ismert épületei

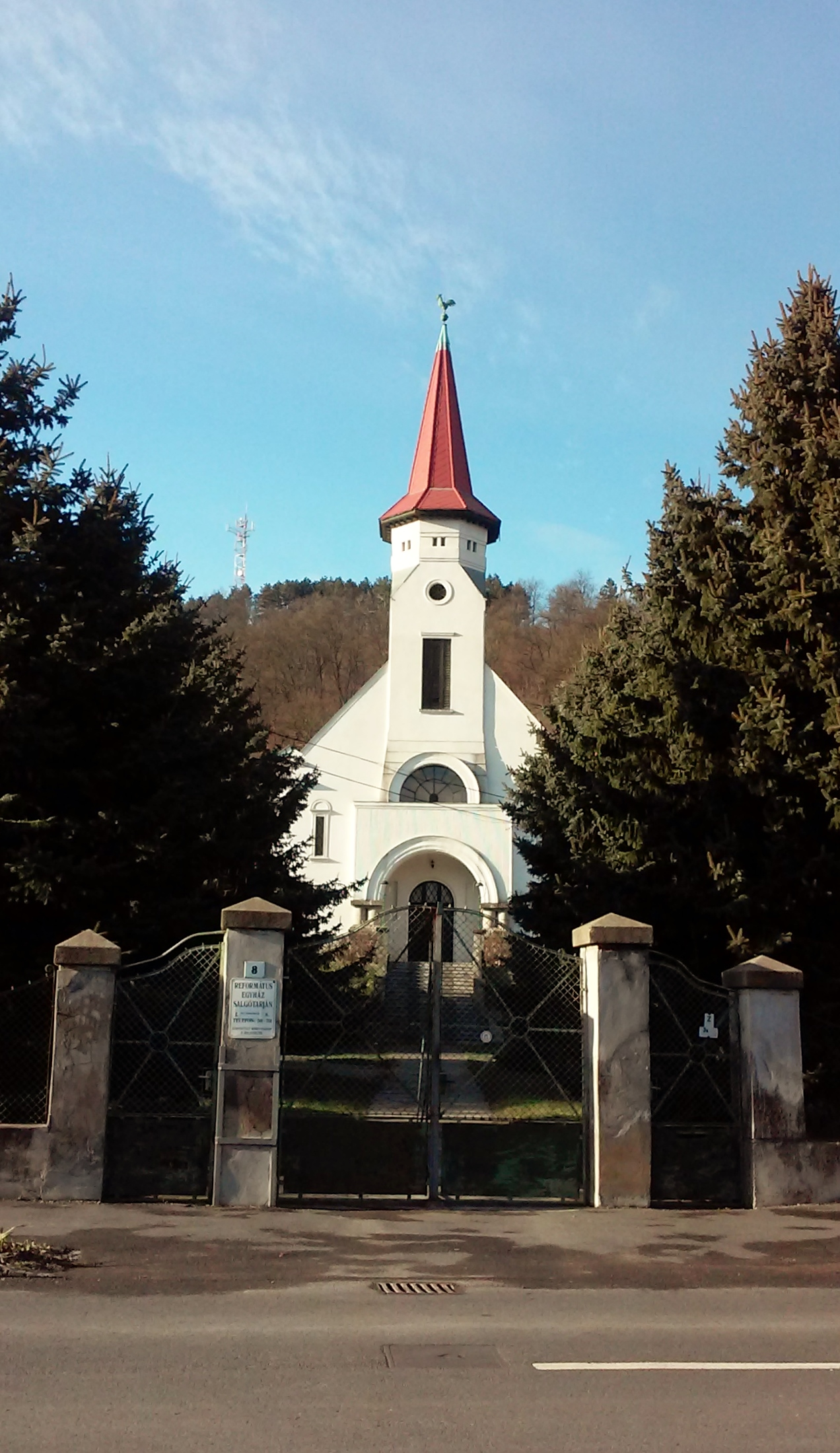
Református templom, Salgótarján

- 1893: Prokisch-ház, Budapest, Márton utca 5/a.[10]
- 1906: Schäffer-ház, Budapest, Lövész u.[11]
- 1910-es évek: vidéki iskolaépület(ek), pontosabb helyszín nem ismert – a Sváb Gyula-féle iskolaépítési program keretében[6]
- 1910-es évek: lakóépületek, Budapest, Wekerletelep[12]
- 1910-es évek: a Ferencvárosi MÁV-telep tisztviselőháza(i), Budapest, Gyáli út[13]
- 1911: lakóház, Budapest, Királyi Pál u. 8.[14]
- 1911–1912: lakóház, Budapest, Visi Imre u. 11.[15]
- 1924: Oetker sütőporgyár, Budapest, Conti utca 25.[16]
- 1927–1929: református templom, Salgótarján (Obrincsák Ernővel közös munka)[17]
- 1930: épületbővítés, Budapest, Tolnai Lajos utca 25.[18]
- ?: villa, Hűvösvölgy[19]
- ?: tisztviselőház, Budapest, Gyáli út[7]

### Kivitelező
- 1928–1929: Acélgyári Társulati Iskola (ma: Salgótarjáni Általános Iskola Petőfi Sándor Tagiskolája), Salgótarján, Acélgyári út 24.[20][21] (Marschalkó Bélával közös munka)[22][23]

### Tervben maradt
- 1910: lakóház az 1100/b. hrsz. telekre, Budapest (Klenovits Pállal közös munka, ide később a Palatinus-házak épültek)[24]
- 1917: József Fiúárvaház, Budapest[25]